# ایهور بیلان
ایهور بیلان (اوکراینی: Ігор Ігорович Білан؛ زادهٔ ۲۹ ژوئیهٔ ۱۹۷۳) بازیکن فوتبال اهل اوکراین است.
از باشگاه‌هایی که در آن بازی کرده‌است می‌توان به باشگاه فوتبال اسپارتاک ایوانو-فرانکیفسک اشاره کرد.